# کلونس، ویکتوریا
کلونس (به انگلیسی: Clunes) یک منطقهٔ مسکونی در استرالیا است که در Shire of Hepburn واقع شده‌است.